# Pont Vell d'Almargem (Tavira)
El pont vell sobre la ribera d'Almargem, al municipi de Tavira, és un antic pont del qual se sap que és d'almenys del segle XV.
Consta de tres arcs de volta perfecta, i recolza en igual nombre de tallamars piramidals; té 25 metres de longitud amb espai per a circular un auto de quatre rodes. Encara en servei, es troba en una zona rural, a prop d'un quilòmetre de la carretera nacional 125.

## Història

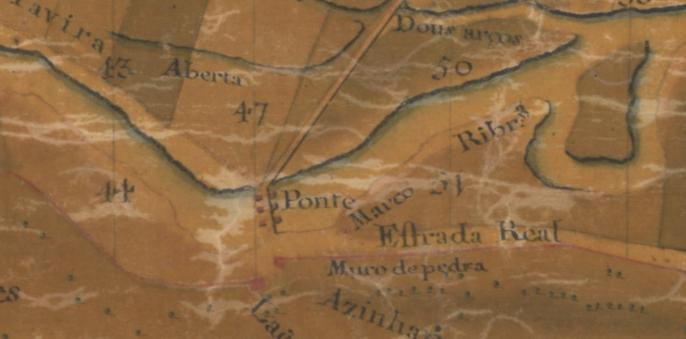
Detall del Mapa de les Terres d'Almargem de José Sande de Vasconcelos

És esmentat en el segle xv, al temps del rei Alfons V, que va donar la concessió perquè es construís un molí i una habitació en la rodalia. (2) Torna a aparèixer més tard en un mapa del 1774, del cartògraf militar José Sande de Vasconcelos.(3)
Més tard, al 1833, durant la Guerra Civil portuguesa, en l'avanç de l'exèrcit desembarcat del duc da Terceira a l'Algarve va ser defensat per una força de quatre batallons i una peça d'artilleria sota les ordres del comte de Molelos, segons narra Silva Lopes.